# Six Jours de Barcelone
Les Six Jours de Barcelone (en catalan : Sis dies de Barcelona) sont une ancienne course cycliste de six jours disputée en 1952 et 1953 à Barcelone, en Espagne.

## Palmarès
| Année | Vainqueur                         | Deuxième                  | Troisième                            |
| ----- | --------------------------------- | ------------------------- | ------------------------------------ |
| 1952  | Cor Bakker Henk Lakeman           | Hans Preiskeit Otto Ziege | Maurice Depauw Ernest Thyssen        |
| 1953  | Miguel Poblet Ferdinando Terruzzi | Jean Roth Walter Bücher   | Alfredo Esmatges Francesco Tarragona |